# Federación de la Izquierda Democrática y Socialista
La Federación de la Izquierda Democrática y Socialista (en francés: Fédération de la gauche démocrate et socialiste) conocida simplemente como FGDS, fue una coalición electoral francesa de centroizquierda, precursora del actual Partido Socialista. Existió entre 1965 y 1969.
La FGDS fue creada por François Mitterrand el 10 de septiembre de 1965 como un bloque parlamentario, con el fin de unificar a la "izquierda no comunista" opositora al gobierno de Charles De Gaulle para las primeras elecciones presidenciales directas, que se celebraron a finales de ese mismo año, el 5 de diciembre. Mitterrand fue su candidato presidencial. Aunque De Gaulle fue reelegido, la coalición es recordada particularmente por haberle impedido a De Gaulle triunfar en primera vuelta, requiriéndose un balotaje realizado el 19 de diciembre, en el que Mitterrand obtuvo el 45% de los votos. La alianza se mantuvo después de este "triunfo" para contrapesar al Partido Comunista Francés (PCF), en ese entonces la principal oposición de izquierda a De Gaulle.
La alianza comenzó a flaquear tras su aplastante derrota legislativa en 1968. Mitterrand dimitió como su presidente el 7 de noviembre de ese mismo año, disolviendo la coalición. Sin embargo, en 1969, algunos de sus integrantes se unificaron en el Partido Socialista, iniciando la transición del país una forma bipartidista de gobierno.

## Partidos miembros
- Sección Francesa de la Internacional Obrera
- Partido Socialista Radical
- Convención de Instituciones Republicanas
- Unión Democrática y Socialista de la Resistencia
- Unión de Grupos y Clubes Socialistas
- Unión de Clubes para la Renovación de la Izquierda